# شهرستان خودمختار رونگشوئی میائو
شهرستان خودمختار رونگشوئی میائو (به لاتین: Rongshui Miao Autonomous County) یک سکونتگاه مسکونی در جمهوری خلق چین است که در لیوژو واقع شده‌است.

## خصوصیات
شهرستان رونگشوئی ۴٬۶۲۴٫۲۰ کیلومترمربع مساحت و ۴۰۲٬۰۵۴ نفر جمعیت دارد و ۱۱۵ متر بالاتر از سطح دریا واقع شده‌است.